# Lymnas lycea
Lymnas lycea är en fjärilsart som beskrevs av Jacob Hübner 1823. Lymnas lycea ingår i släktet Lymnas och familjen Riodinidae. Inga underarter finns listade i Catalogue of Life.